# Odontomera ferruginea
Odontomera ferruginea is een vliegensoort uit de familie van de Richardiidae. De wetenschappelijke naam van de soort is voor het eerst geldig gepubliceerd in 1843 door Macquart.